# Gimbrarhnjúkur
Gimbrarhnjúkur är en bergstopp i republiken Island. Den ligger i regionen Norðurland eystra, 240 km nordost om huvudstaden Reykjavík. Toppen på Gimbrarhnjúkur är 1 172 meter över havet.
Runt Gimbrarhnjúkur är det mycket glesbefolkat, med 3 invånare per kvadratkilometer. Närmaste större samhälle är Dalvík, omkring 16 kilometer nordost om Gimbrarhnjúkur. Trakten runt Gimbrarhnjúkur består i huvudsak av gräsmarker.